# 2011年夏季世界大学生运动会匈牙利代表团

匈牙利代表团旗帜

2011年夏季世界大学生运动会匈牙利代表团代表团人数103人。

## 奖牌榜
| 名次 | 代表团 | 金牌 | 银牌 | 铜牌 | 总数 |
| ---- | ------ | ---- | ---- | ---- | ---- |
| 12   | 匈牙利 | 6    | 1    | 4    | 11   |

## 奖牌获得者

### 金牌
1. 男子个人重剑：斯岑伊
2. 男子200米蝶泳：拉斯洛-切赫
3. 男子200米个人混合泳：拉斯洛-切赫
4. 男子400米：马塞尔-戴阿克-纳吉
5. 男子400米混合泳：拉斯洛-切赫
6. 举重-男子105公斤以上级：纳吉

### 银牌
1. 女子链球：欧尔班伊娃

### 铜牌
1. 男子重剑团体赛
2. 射击-女子50米步枪三种姿势个人赛：卡陶-韦赖什
3. 跆拳道-女子62公斤级：艾迪那
4. 跆拳道-87公斤以上级：托斯-巴拉泽斯